# ヒュービーのハロウィーン
『ヒュービーのハロウィーン』（原題:Hubie Halloween）は2020年に配信されたアメリカ合衆国のコメディ映画である。監督はスティーヴン・ブリル、主演はアダム・サンドラーが務めた。

## 概略
マサチューセッツ州セイラム。デリカテッセンの店員、ヒュービー・デュボワは街一番のハロウィン好きであり、ハロウィンの日にはイベントのヘルプスタッフとして町中を駆け回っていた。ヒュービーは思いやりのある優しい人間だったが、その臆病な性格故に周囲の人たちから馬鹿にされていた。
ハロウィンを目前に控えた10月29日、精神病院に収監されていた凶悪犯、リッチー・ハートマンが脱走するという事件が発生する。ヒュービーは勇気を振り絞ってハートマンの捜索に乗り出したが、奮闘空しく、彼の目の前で知り合いが次々と誘拐されていった。それでも挫けなかったヒュービーは予想だにしなかった真実へとたどり着く。

## キャスト
※括弧内は日本語吹替
- ヒュービー・デュボワ：アダム・サンドラー（森川智之）
- スティーヴ・ダウニー：ケヴィン・ジェームズ（丸山壮史）
- ヴァイオレット・ヴァレンティン：ジュリー・ボーウェン（園崎未恵）
- ミスター・ランドルファ：レイ・リオッタ（斎藤志郎）
- リッチー・ハートマン：ロブ・シュナイダー（堀内賢雄）
- ヒュービーの母親：ジューン・スキッブ（沢田敏子）
- ブレイク：ケナン・トンプソン（真木駿一）
- DJオーロラ：シャキール・オニール（中村大志）
  - DJオーロラの女性的な声：ヴィヴィアン・ニクソン（水野ゆふ）
- ウォルター・ランバート：スティーヴ・ブシェミ（多田野曜平）
- ミセス・メアリー・ヘネシー：マーヤ・ルドルフ（野沢由香里）
- デイヴ神父：マイケル・チクリス（山本満太）
- ミスター・レスター・ヘネシー：ティム・メドウス（落合弘治）
- マイク・ムンディ：カラン・ブラル（平野潤也）
- ベンソン市長：ジョージ・ウォレス（宝亀克寿）
- ダニエル︰サディー・サンドラー（川勝未来）
- クッキー︰サニー・サンドラー（髙浪実里）
- メーガン：パリス・ベレルス（依田菜津）
- トミー：ノア・シュナップ（西田光貴）
- テイラー先生：チャイナ・アン・マクレイン（大平あひる[2]）
- 用務員：コリン・クイン
- ルイーズ：キム・ホイットリー
- デイヴ：ラヴェル・クロフォード
- アックスヘッド：ミッキー・デイ
- タイバック・ザ・クック：ブレイク・クラーク
- アダム・オドイル：ティム・クラムリー

### カメオ出演[3]
- ハル・L：ベン・スティラー（堀内賢雄）
- 校長：ダン・パトリック
- カレン：メリッサ・ヴィラズナー
- アナウンサー：アレイナ・ピントー
- バニー：ベッツィ・ソダロ（八百屋杏）
- ペギー：ペイトン・リスト
- ビリー・アイリッシュの仮装をした女性：ケリー・バーグランド
- ペニーワイズの仮装をした男性：ケヴィン・クイン
- コーマック：ブラッドリー・スティーヴン・ペリー
- ココ：リリマー・ヘルナンデス
- ゾンビの仮装をした女性歌手：アンバー・フランク
- トレイシー・フィリップス：ジャッキー・サンドラー
- 熊の仮装をした男性：ティム・ハーリヒー
- ゾンビ映画に出てくる男性：アレン・コヴァート

日本語吹替その他出演︰泊明日菜、前田雄、高宮彩織、松本沙羅、島田愛野、村井雄治、角田雄二郎、星野祐司、松川裕輝、丹羽正人
日本語版制作スタッフ 演出：萩野洋平、翻訳：田尾友美、調整：板垣良美、録音：澁田京介、制作進行：武まりん、日本語版制作：ACクリエイト

## 製作
2019年7月22日、本作の主要キャストが発表された。なお、マイク・ムンディ役にはキャメロン・ボイスの起用が予定されていたが、7月6日にボイスが急逝したため、カラン・ブラルが代役として起用された。サンドラーは本作をボイスに捧げている。2020年9月29日、ルパート・グレッグソン＝ウィリアムズが本作で使用される楽曲を手がけるとの報道があった。
本作の主要撮影は2019年7月にマサチューセッツ州で始まり、9月上旬に終了した。

## マーケティング
2020年9月8日、本作の劇中写真が初めて公開された。10日、本作のオフィシャル・トレイラーが公開された。

## 評価
本作に対する批評家の評価は平凡なものに留まっている。映画批評集積サイトのRotten Tomatoesには50件のレビューがあり、批評家支持率は50%、平均点は10点満点で5.19点となっている。サイト側による批評家の見解の要約は「アダム・サンドラーのファンではない人間が『ヒュービーのハロウィーン』を見ても大して楽しめないだろう。しかし、サンドラーのファンであれば十分楽しめるだけの魅力はある。」となっている。また、Metacriticには19件のレビューがあり、加重平均値は53/100となっている。
本作は第41回ゴールデンラズベリー賞において、最低主演男優賞（アダム・サンドラー）、最低スクリーンコンボ賞（サンドラーと彼の耳障りかつ間抜けな声）、最低前日譚・リメイク・盗作・続編賞（映画『アーネスト モンスターと戦う!』のリメイクないしは盗作）の3部門にノミネートされた。